# Alexander McQueen
Alexander McQueen — дім високої моди, заснований дизайнером Александром Макквіном (1969—2010). Його нинішнім креативним директором є Сара Бертон.

## Історія

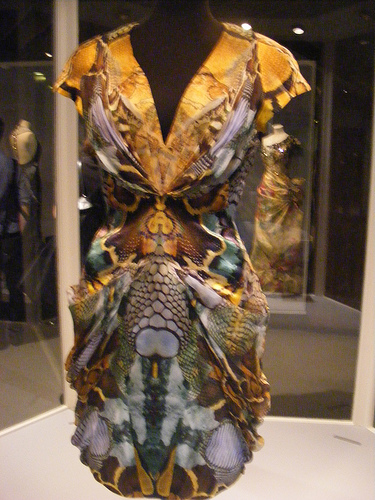
Сукня Alexander McQueen з його останнього шоу, на виставці у Музеї Вікторії та Альберта у Лондоні, 2010 рік

Дім Alexander McQueen був заснований дизайнером Макквіном у 1992 році. Макквін використав своє друге ім'я для лейбла за пропозицією Ізабелли Блоу. Дому створили репутацію його ранні шокуючі колекції (через які він отримав прізвиська «l'enfant terrible» і «хуліган англійської моди»), зокрема з штанами-«бамстерами» з дуже низькою лінією талії та колекція під назвою Highland Rape («Зґвалтована Шотландія»). Александр Макквін організовував дорогі та нешаблонні покази, такі як, наприклад, відтворення аварії корабля для весняної колекції 2003 року, гра в шахи людьми навесні 2005 року і показ осінньої колекції в 2006 році, Widows of Culloden («Вдови Каллодена»), в якому була задіяна голограма супермоделі Кейт Мосс у людський зріст, одягненої в ярди хвилеподібної тканини.
Будучи головним дизайнером дому, Макквін був нагороджений титулом «Британський дизайнер року» чотири рази в проміжку між 1996 і 2003 роками; він також був нагороджений Орденом Британської імперії (CBE) і названий Міжнародним дизайнером року Американським радою дизайнерів моди в 2003 році.
У грудні 2000 року група Gucci придбала 51 % його компанії і призначила його креативним директором. Згодом були відкриті магазини бренду в Лондоні, Мілані, Нью-Йорку, Лос-Анджелесі, Лас-Вегасі і Пекіні. Починаючи з колекції весна/літо 2002 The Dance of the Twisted Bull, представленої в жовтні 2001 року, покази McQueen були перенесені з Лондона до Парижа.
Alexander McQueen запустив свою першу колекцію чоловічого одягу в сезоні весна/літо 2005 і продовжує показувати ці колекції на Міланському тижні моди. Компанія запустила свою першу жіночу передвесняну колекцію разом з чоловічою колекцією в червні 2008 року і з тих пір продовжує випускати круїзні колекції з весни 2010 року.
Alexander McQueen зайнявся інтернет-торгівлею, запустивши онлайн-магазин в США в 2008 році. Пізніше він розширився і на британський ринок у 2010 році. У лютому 2010 року Макквін покінчив життя самогубством. На момент його смерті у компанії були борги на суму 32 мільйони фунтів стерлінгів, незважаючи на заявлені прибутки від продажу сумок у 2008 році.